# Rezitationston
Als Rezitationston, Reperkussionston, Repercussa, Tenor, Tuba oder auch Psalmodisationston wird ein wichtiger Strukturton innerhalb der Kirchentonarten bezeichnet.
Neben dem Grundton, der finalis, spielt in den mittelalterlichen Tonsystemen immer auch ein weiterer Ton, der Rezitationston, eine Rolle im melodischen Verlauf. Dieser Ton wird meist zu einem frühen Zeitpunkt innerhalb eines melodischen Abschnittes erreicht, und er wird oft reperkutiert sowie häufiger umspielt als andere Töne. In den Psalmtönen ist der Rezitationston der Ton, auf dem ein Großteil des Psalmtextes rezitiert wird.